# Robin Wright
Robin Gayle Wright (Dallas, 8 aprile 1966) è un'attrice, regista, produttrice cinematografica ed ex modella statunitense.
Dal 2013 al 2018 ha interpretato Claire Underwood nella serie televisiva House of Cards - Gli intrighi del potere, per la quale ha ricevuto un Golden Globe e tre candidature al Premio Emmy.

## Biografia
Nata a Dallas ma cresciuta a San Diego, da Gayle Gaston, venditrice di cosmetici, e Freddie Wright, impiegato in una compagnia farmaceutica, giovanissima inizia a fare la modella presentandosi semplicemente con il nome Robin Wright. Debutta in TV nel 1983 interpretando Barbara Anderson nella serie Yellow Rose. Il primo vero ruolo da protagonista lo ottenne in realtà l'anno successivo nel 1984 interpretando Kelly Capwell nella soap opera Santa Barbara, ruolo che interpreterà fino al 1988 e che le frutterà un Soap Opera Digest oltre a tre candidature all'Emmy. Questo ruolo le offrì una popolarità a livello mondiale, poiché la soap venne distribuita in oltre 42 paesi nel mondo intero, ottenendo un grande successo che le permise di continuare fino al 1993, quando la serie fu cancellata anche a causa dei bassi ascolti, che negli Stati Uniti non decollarono mai.
Debutta sul grande schermo nel film di Rob Reiner La storia fantastica del 1987, seguito da Toys - Giocattoli. Successivamente recita in Forrest Gump, Moll Flanders e nel 1995 in 3 giorni per la verità di Sean Penn che sposerà poco dopo. Negli anni seguenti lavora in film come Le parole che non ti ho detto con Kevin Costner, Unbreakable - Il predestinato con Bruce Willis, Una casa alla fine del mondo fino a Complicità e sospetti di Anthony Minghella. Le sue interpretazioni più famose sono quella del 1994 in Forrest Gump, dove è Jenny, il grande amore di Forrest (Tom Hanks), e dal 2013 al 2018 quella nella serie televisiva in onda su Netflix, House of Cards - Gli intrighi del potere dove interpreta Claire Underwood, moglie del politico statunitense Frank (Kevin Spacey). Proprio per questo ruolo, nel 2014 vinse il Golden Globe come migliore attrice protagonista.

## Vita privata

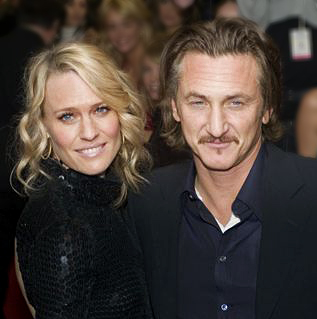
Robin Wright assieme al marito Sean Penn nel 2006

Dal 1986 al 1988 è stata sposata con l'attore Dane Witherspoon.
Dopo 6 anni di fidanzamento, il 27 aprile 1996 sposa l'attore Sean Penn, conosciuto sul set di Stato di grazia, da cui ha due figli, nati nel 1991 nel 1993. Dopo le nozze l'attrice ha preso il cognome del marito, presentandosi come Robin Wright Penn, per poi tornare a essere semplicemente Robin Wright dopo l'avvio delle pratiche per il divorzio. Alla fine del 2007 la coppia annuncia infatti la separazione. Wright e il marito si riconciliano brevemente un paio di volte, per poi annunciare il divorzio definitivo il 28 luglio 2010.
Tra il 2012 e il 2015 ha frequentato l'attore Ben Foster; i due annunciarono il fidanzamento nel gennaio 2014, lasciandosi poi nell'agosto dell'anno successivo.
Da fine 2017 ha iniziato una relazione con Clément Giraudet, manager francese della maison Saint Laurent. I due si sono sposati il giorno 11 agosto 2018 con una cerimonia segreta a La Roche-sur-le-Buis, in Francia. La coppia ha divorziato nel 2022.

## Filmografia

### Attrice

#### Cinema
- Hollywood Vice Squad, regia di Penelope Spheeris (1986)
- La storia fantastica (The Princess Bride), regia di Rob Reiner (1987)
- Denial, regia di Erin Dignam (1990)
- Stato di grazia (State of Grace), regia di Phil Joanou (1990)
- Playboys - Donnaioli (The Playboys), regia di Gillies MacKinnon (1992)
- Toys - Giocattoli (Toys), regia di Barry Levinson (1992)
- Forrest Gump, regia di Robert Zemeckis (1994)
- 3 giorni per la verità (The Crossing Guard), regia di Sean Penn (1995)
- Moll Flanders, regia di Pen Densham (1996)
- Prove d'accusa (Loved), regia di Erin Dignam (1997)
- She's So Lovely - Così carina (She's So Lovely), regia di Nick Cassavetes (1997)
- Bugie, baci, bambole & bastardi (Hurlyburly), regia di Anthony Drazan (1998)
- Le parole che non ti ho detto (Message in a Bottle), regia di Luis Mandoki (1999)
- How to Kill Your Neighbor's Dog (How to Kill Your Neighbor's Dog), regia di Michael Kalesniko (2000)
- Unbreakable - Il predestinato (Unbreakable), regia di M. Night Shyamalan (2000)
- La promessa (The Pledge), regia di Sean Penn (2001)
- Il castello (The Last Castle), regia di Rod Lurie (2001)
- White Oleander, regia di Peter Kosminsky (2002)
- Virgin, regia di Deborah Kampmeier (2003)
- The Singing Detective, regia di Keith Gordon (2003)
- Una casa alla fine del mondo (A Home at the End of the World), regia di Michael Mayer (2004)
- 9 vite da donna (Nines Lives), regia di Rodrigo García (2005)
- America dopo (Sorry, Haters), regia di Jeff Stanzler (2006)
- Complicità e sospetti (Breaking and Entering), regia di Anthony Minghella (2006)
- Hounddog, regia di Deborah Kampmeier (2007)
- La leggenda di Beowulf (Beowulf), regia di Robert Zemeckis (2007)
- Disastro a Hollywood (What Just Happened?), regia di Barry Levinson (2008)
- New York, I Love You, di registi vari (nel segmento di Yvan Attal) (2009)
- La vita segreta della signora Lee (The Private Lives of Pippa Lee), regia di Rebecca Miller (2009)
- State of Play, regia di Kevin Macdonald (2009)
- The Conspirator, regia di Robert Redford (2010)
- L'arte di vincere (Moneyball), regia di Bennett Miller (2011)
- Rampart, regia di Oren Moverman (2011)
- Millennium - Uomini che odiano le donne (The Girl with the Dragon Tattoo), regia di David Fincher (2011)
- Two Mothers (Adore), regia di Anne Fontaine (2013)
- The Congress, regia di Ari Folman (2013)
- La spia - A Most Wanted Man (A Most Wanted Man), regia di Anton Corbijn (2014)
- Everest, regia di Baltasar Kormákur (2015)
- Wonder Woman, regia di Patty Jenkins (2017)
- Blade Runner 2049, regia di Denis Villeneuve (2017)
- Justice League, regia di Zack Snyder e Joss Whedon (2017)
- Wonder Woman 1984, regia di Patty Jenkins (2020)
- Land, regia di Robin Wright (2021)
- Zack Snyder's Justice League, regia di Zack Snyder (2021)
- Damsel, regia di Juan Carlos Fresnadillo (2024)
- Here, regia di Robert Zemeckis (2024)

#### Televisione
- Yellow Rose (The Yellow Rose) – serie TV, episodi 1x01-2x22 (1983-1984)
- Santa Barbara – soap opera (1984-1988)
- Empire Falls - Le cascate del cuore (Empire Falls) – miniserie TV (2005)
- Enlightened - La nuova me – serie TV, episodi 1x06-1x07 (2011)
- House of Cards - Gli intrighi del potere (House of Cards) – serie TV, 73 episodi (2013-2018)

### Doppiatrice
- A Christmas Carol, regia di Robert Zemeckis (2009)

### Regista

#### Cinema
- Land (2021)

#### Televisione
- House of Cards - Gli intrighi del potere (House of Cards) – serie TV, 10 episodi (2014-2018)
- Ozark – serie TV, episodio 4x06-4x07 (2022)

### Produttrice
- Virgin, regia di Deborah Kampmeier (2003)
- Hounddog, regia di Deborah Kampmeier (2007)
- The Congress, regia di Ari Folman (2013)
- Land, regia di Robin Wright (2021)

## Riconoscimenti
- Golden Globe
  - 1995 – Candidatura alla miglior attrice non protagonista per Forrest Gump
  - 2014 – Miglior attrice in una serie drammatica per House of Cards - Gli intrighi del potere
  - 2015 – Candidatura alla miglior attrice in una serie drammatica per House of Cards - Gli intrighi del potere
  - 2016 – Candidatura alla miglior attrice in una serie drammatica per House of Cards - Gli intrighi del potere
- Screen Actors Guild Award
  - 1995 – Candidatura alla miglior attrice non protagonista per Forrest Gump
  - 1997 – Candidatura alla miglior attrice per She's So Lovely - Così carina
  - 2015 – Candidatura alla miglior attrice in una serie drammatica per House of Cards - Gli intrighi del potere
  - 2016 – Candidatura alla miglior attrice in una serie drammatica per House of Cards - Gli intrighi del potere
  - 2017 – Candidatura alla miglior attrice in una serie drammatica per House of Cards - Gli intrighi del potere
- Saturn Award
  - 1987 – Candidatura alla miglior attrice per La storia fantastica
  - 1992 – Candidatura alla miglior attrice non protagonista per Toys - Giocattoli
  - 1995 – Candidatura alla miglior attrice non protagonista per Forrest Gump
- Satellite Award
  - 1997 – Candidatura alla miglior attrice per Moll Flanders
  - 2005 – Candidatura alla miglior attrice per 9 vite da donna
  - 2014 – Miglior attrice in una serie drammatica per House of Cards - Gli intrighi del potere
  - 2015 – Candidatura alla miglior attrice in una serie drammatica per House of Cards - Gli intrighi del potere
  - 2016 – Candidatura alla miglior attrice in una serie drammatica per House of Cards - Gli intrighi del potere

## Doppiatrici italiane
Nelle versioni in italiano delle opere in cui ha recitato, Robin Wright è stata doppiata da:
- Emanuela Rossi in Forrest Gump, She's So Lovely - Così carina, Moll Flanders, The Singing Detective, The Conspirator, Millennium - Uomini che odiano le donne, Rampart, Two Mothers, The Congress, La spia - A Most Wanted Man, Everest, Damsel, Here
- Laura Boccanera in Toys - Giocattoli, Prove d'accusa, Bugie, baci, bambole & bastardi, Una casa alla fine del mondo, House of Cards - Gli intrighi del potere, Wonder Woman, Blade Runner 2049, Justice League, Wonder Woman 1984, Land, Zack Snyder's Justice League, La vetta del diavolo
- Chiara Colizzi in Complicità e sospetti, L'arte di vincere
- Pinella Dragani ne Le parole che non ti ho detto, La storia fantastica
- Claudia Catani in White Oleander, State of Play
- Deborah Ciccorelli in Empire Falls - Le cascate del cuore, Prove d'accusa (ridoppiaggio)
- Francesca Fiorentini in Disastro a Hollywood, Enlightened - La nuova me
- Rossella Izzo in 3 giorni per la verità
- Stefanella Marrama in Santa Barbara
- Mascia Musy ne La promessa
- Cristina Boraschi ne Il castello
- Silvia Tognoloni in 9 vite da donna
- Cristiana Lionello in Unbreakable - Il predestinato
- Emanuela D'Amico ne La vita segreta della signora Lee

Da doppiatrice è stata sostituita da:
- Chiara Colizzi ne La leggenda di Beowulf,[10] A Christmas Carol[10] (Belle)
- Letizia Ciampa in A Christmas Carol (Fan)